# Geohistòria
La geohistòria és una ciència històrica fundada per l'historiador francés Fernand Braudel que fusiona la història i la geografia. Estudia la dinàmica entre la societat del passat i l'estructura geogràfica que la sosté. La geografia com a estructura, que sosté la societat en diferents moments històrics, influeix en les societats, però no determinant-les, i aquestes segons la seva tecnologia i cultura, poden ampliar encara més les possibilitats que posseeixen i modificar la geografia del lloc on viuen. La geohistòria és una ciència interdisciplinar que integra geogràfica i històrica tot respectant les peculiaritats d'ambdues ciències.

## Debat científic
Les ciències que s'afegeixen l'adjectiu d'històriques se solen explicar les realitats tangibles del present per l'estudi de la història. La geografia històrica, el mateix que el dret històric, no són veritables ciències històriques, ja que estudien el present i busquen en el passat elements per explicar-lo, arrels que aclareixin la situació de present, però no són ni geografia integral del passat ni història total del dret passat.
La geografia històrica, el mateix que el dret històric, coincideixen en la recerca en el passat d'elements permanents o mudables a escala secular. Aquests elements permanents són referents que serveixen per a la descripció de present, de la geografia present o del dret actual. Però aquesta recerca impossibilita la troballa de la veritable història, és a dir, la referència temporal i canviant de les realitats geogràfiques o jurídiques per a l'home contemporani i coetani d'aquests impactes. Per això ni la geografia històrica ni el dret històric realitzen una veritable història i només aporten un transport de materials descontextualitzats que els serveixen per a la construcció actual.
Algunes de les raons proposades per adoptar la perspectiva de la geohistòria en l'ensenyament de la història i de la geografia, contrasten amb els temors que la geohistòria fa irrellevant l'ensenyament de la geografia i distorsiona la vocació de la història per construir un coneixement geopolític. El principal argument a favor és una visió correcta de geohistòria segons la conceptualització que Fernand Braudel ha fet en moltes de les seves obres.

## Història
Sota la direcció de Fernand Braudel, l'escola Annales va adquirir una reputació mundial per promoure una nova forma d'història. Va substituir l'estudi dels líders per la vida de la gent comuna i va suplantar el sagrat trio de política, diplomàcia i guerres per investigacions sobre clima, demografia, agricultura, comerç, tecnologia, transport i comunicació, així com grups i mentalitats socials.
La història d'Annales va desafiar encara més el reduccionisme dels marxistes i l'estructuralisme de les ciències socials, els seus principals competidors a l'avantguarda de la historiografia de la postguerra.. Tenia com a objectiu una "història total" que depenia en gran manera de la quantificació i també va produir enlluernadors microestudis de pobles i regions. La contribució més significativa de Braudel va ser la seva visió a tres nivells del temps històric. Concebut mentre estava en captivitat el 1944, consistia en un temps ambiental molt llarg i pràcticament immòbil (la longue durée); el temps mitjà de les economies, les societats i les cultures; i el poc temps d'esdeveniments discrets (el tema de l' història evénementielle). Lluny d'un simple flux, l'experiència humana es va registrar als tres rellotges, es va operar amb acceleracions i retards i va deixar una àmplia gamma de traces tant físiques com mentals.Com tots els que tracten temes i períodes enormes, Braudel sovint confiava en la beca dels altres; el seu afany pels detalls revelava buits i malinterpretacions ocasionals. Com que minimitzava la importància del poder polític i militar en els assumptes humans, Braudel va ser culpable de la postura apolítica de l'escola Annales de la postguerra i de la reticència dels seus membres a estudiar la història contemporània o participar en els problemes morals i ideològics de l' època de la Guerra Freda. Tot i això, la seva reputació com a prodigiós erudit i constructor de disciplines continua sent segura.

## Geohistòria ambiental
La convicció que el territori i el paisatge són l'herència d'unes relacions establertes entre la societat i el medi natural, les quals amb el pas del temps s'han representat de diferents maneres sobre l'espai, permet plantejar una recerca basada en l'estudi de diferents registres ambientals i documentals explicatius d'aquests canvis (geohistòria ambiental).